# Gmina Nielisz
Die Gmina Nielisz ist eine Landgemeinde im Powiat Zamojski der Woiwodschaft Lublin in Polen. Ihr Sitz ist das gleichnamige Dorf mit etwa 900 Einwohnern.

## Gliederung
Zur Landgemeinde Nielisz gehören folgende 25 Schulzenämter:
Deszkowice-Kolonia
Gruszka Duża
Gruszka Duża-Kolonia
Gruszka Mała Pierwsza
Gruszka Mała Druga
Kolonia Emska
Krzak
Nawóz
Nielisz
Ruskie Piaski I
Ruskie Piaski II
Staw Noakowski
Staw Noakowski-Kolonia
Staw Ujazdowski
Staw Ujazdowski-Kolonia
Średnie Duże
Średnie Małe
Ujazdów
Wólka Nieliska
Wólka Złojecka
Zamszany
Zarudzie I
Zarudzie II
Złojec I
Złojec II